# Исламская партия возрождения Узбекистана
Исла́мская па́ртия возрожде́ния Узбекиста́на (ИПВУ) — не зарегистрированная запрещённая исламистская политическая партия в Узбекистане, существовавшая в 1990—1996 годах.
Исламская партия возрождения Узбекистана была наиболее крупной и известной исламистской организацией на территории Узбекистана. Кроме нее, в начале 1990-х годов в Узбекистане возникли и другие исламистские партии, организации и движения, такие как «Ҳизб Нусра» (Партия Победы), «Мусулмон биродарлари» (Братья мусульмане), «Адолат» (Справедливость), «Ислом лашкарлари» (Воины ислама), «Ўзбекистон мужоҳидинлар уюшмаси» (Общество моджахедов Узбекистана), «Тавба» (Тауба), «Туркистон озодлик ҳаракати» (Движение свободы Туркестана), «Акрамийя», «Нурчилар», которые впоследствии оказались экстремистскими и террористическими и были запрещены в Узбекистане и во многих других странах.
Партия была основана летом 1990 года в ходе учредительного съезда Исламской партии возрождения СССР/России в Астрахани как отделение этой партии на территории Узбекской ССР. После независимости Узбекистана 31 августа 1991 года, партия фактически откололась от единой Исламской партии возрождения СССР, став самостоятельной. Выступала за превращение Республики Узбекистан в исламскую республику, за принятие государственных законов на основе шариата. Лидером партии являлся Абдуллах Утабай (Абдулла Утаев). Партия предпринимала попытки официально зарегистрироваться в Министерстве юстиции Республики Узбекистан, но каждый раз получала отказ в регистрации. Соответственно кандидаты от ИПВУ не были допущены к участию в парламентских выборах 1990 года и президентских выборах 1991 года. Демократическая светская оппозиция Узбекистана (например демократическая партия «Эрк», партия «Бирлик», партия «Ватан тараккиёти») как и власти и руководство Узбекистана (Народно-демократическая партия Узбекистана) — крайне отрицательно относились к Исламской партии возрождения Узбекистана, из-за чего партия получила отклик лишь у излишне консервативно настроенной и маргинальной части населения, которая составляла крайне небольшую часть от всего населения страны. К партии отрицательно относилось и Духовное управление мусульман Узбекистана, отколовшееся от Духовного управления мусульман Средней Азии и Казахстана после распада СССР. После оттеснения от политической жизни страны, партия ограничила свою деятельность исключительно пропагандой ислама.
В ходе экспедиции Би-би-си (BBC) в Узбекистан в декабре 1991 года, британские журналисты брали интервью в том числе у лидеров Исламской партии возрождения Узбекистана, которая была показана в документальном фильме Би-би-си — «Ҳилол ва юлдуз — Оллоҳга ошиқ Фарғона» («Полумесяц и звезда — влюблённая в Аллаха Фергана»). В начале 1990-х годов партия вела свою деятельность в Узбекистане открыто, но начиная с 1994 года была вынуждена уйти в подполье из-за арестов лидеров и активных членов партии. Членами партии являлись несколько тысяч человек. Костяк партии составляли выходцы из густонаселённой Ферганской долины — из Намангана, Ферганы, Коканда, Маргилана и Андижана. После того как были арестованы и осуждены на длительные тюремные сроки почти все лидеры и активисты партии, Исламская партия возрождения Узбекистана фактически самораспустилась к 1996 году, а маргинальная часть электората партии бежала из Узбекистана в Афганистан и Пакистан через Таджикистан, и примкнула к Исламскому движению Узбекистана, которое впоследствии была признана многими странами мира (в том числе Узбекистаном, Таджикистаном, Россией, США, Европейским союзом и др.) как террористическая организация. На протяжении 1990-х и 2000-х годов оставшиеся члены партии либо бежали из Узбекистана, не успевшие были арестованы и осуждены на длительные тюремные сроки.